# فرانک چیورز
فرانک چیورز (انگلیسی: Frank Chivers؛ ۷ آوریل ۱۹۰۹ – ۲ آوریل ۱۹۴۲) بازیکن فوتبال اهل بریتانیا بود.
از باشگاه‌هایی که در آن بازی کرده‌است می‌توان به باشگاه فوتبال هادرزفیلد تاون، باشگاه فوتبال بلکبرن روورز، و باشگاه فوتبال بارنزلی اشاره کرد.